# 當中國統治世界
《当中国统治世界-天朝的兴起与西方主导的终结》（英文： When China Rules the World: The End of the Western World and the Birth of a New Global Order ）是知名英国左派学者和记者马丁·雅克的书籍。 雅克先後於曼徹斯特大學和劍橋大學國王學院取得學士和博士學位，曾经早在1993年之前去东亚度假，然后对东亚产生了兴趣。 他后来于2009年出版了这本著作， 并于2014年以“大大扩展和完全更新”的版本重新发表。
这本书受到了褒贬不一的评价。佩里·安德森（Perry Anderson）将其描述为“昨天的马克思主义与亚洲价值观的迟来的会面”
《独立报》的玛丽·德杰夫斯基（Mary Dejevsky）说，这本书表达了“西方世界应该进行的辩论的一部分”，但其叙述“不是最优雅的”且有“重复”

## 概要
两百多年来，我们生活在一个由西方主导的世界中，在这个世界里，“现代”的概念本身就是“西方”的代名词。本书认为21世纪将会有所不同：随着日益强大的非西方国家的崛起，西方将不再占主导地位，现代化的方式将会有多种。在这个“现代性竞争”的新时代，中国将成为中心角色。
马丁·雅克认为，中国远非成为西式社会，而是保持高度独特性。它已经产生了深远而广泛讨论的经济影响，但其政治和文化影响，迄今为止一直被大大忽视，将同样重要。中国作为一个地域巨大、思维方式巨大、占人类五分之一的国家，甚至不是传统意义上的国家，而是一个“文明国家”，其要求、优先事项和价值观完全不同。随着它迅速重回东亚中心的地位，古老的朝贡体系将以现代形式重新出现，当代的种族等级观念将被重新绘制，中国久远以来的优越感将重新彰显。中国的崛起标志着西方全球主导地位的终结，一个由中国将以各种方式塑造的世界正在崛起，并且对西方人来说将变得越来越令人不安和陌生。

## 主要论点
1. 西方现代性不仅仅存在一种，而是我们正在目睹多种现代性的诞生
2. 中国的现代性将与西方的现代性大相径庭
3. 我们正在进入一个充满争议的现代性世界
4. 中国将在不到二十年的时间内成为世界第一大经济体，并迅速超越美国
5. 中国对世界的影响不仅仅是经济方面的；它还将产生深远的政治、文化和意识形态影响
6. 数千年来，中国一直处于东亚的朝贡国体系的中心，在19世纪末欧洲殖民主义的到来才终结了这一体系
7. 随着东亚经济迅速围绕中国重新配置，我们应该预期中国朝贡体系的要素将重新出现
8. 中国的核心是一个文明国家，而不是一个民族国家，这一事实将变得越来越明显
9. 中国这个国家与西方国家有很大不同：它存在了两千多年，一千多年来没有竞争者（例如教会、商人）也没有权力的限制；中国人视之为中国文明的守护者和保护者，对其充满敬畏和顺从
10. 中国人对自己的文化和文明有深刻而生动的认识，他们认为自己的文化和文明比其他所有国家都优越
11. 92%的中国人认为自己是汉族，这与印度、美国、巴西、印度尼西亚和土耳其等人口最多的国家不同，这些国家的人认为自己是高度多种族和多文化的国家
12. 共产主义时期与儒家时代的相似之处比差异更引人注目。[4]

## 反响
《当中国主导世界》被劳伦斯·萨默斯选为2010年达沃斯世界经济论坛的旅行伴侣。 哈佛大学教授约瑟夫·奈伊批评了该书的美国衰落叙事，指出美国可以继续行使不同形式的权力，并在《权力的未来》一书中写道：“美国[...]在未来几十年可能仍将比任何单一国家更强大，尽管美国的经济和文化优势将不再像本世纪初那样占主导地位”。
该书还受到了影响力政治评论家的高度赞赏。法里德·扎卡利亚在2010年11月21日的节目 "法里德·扎卡利亚 GPS" 中推荐了这本书作为本周的书籍。扎卡利亚指出：“中国将改变我们所有人都习惯的西方主导的世界。无论您是否同意，这是一本充满挑衅和预测的非常有力的书。” 哈佛经济历史学家尼尔·弗格森在书评中写道：“中国的崛起很可能会被证明是我们这个时代最重要的经济和地缘政治变革，并没有几位作者像马丁·雅克那样深入思考过这个主题，提供了更有启发性的分析。”
相反，国际关系学者相蓝欣严厉批评了这本书，声称其“理论基础是错误的”，并称文明国家理论是“完全的虚构，在学术上根本站不住脚”。
大卫·阿尔顿在《国际商业伦理杂志》上评论了这本书。阿尔顿指出，雅克对中国政治体制的性质“过于宽容，而正确地关注了中国的非凡增长、经济实力和文化丰富性”，将“对人权的关切归结为西方对中国的赞助”。阿尔顿还批评了这本书忽视了中国基督教的兴起。
这本书还在几家其他学术机构进行了评价。